# Tank 500
La Tank 500 è un'autovettura prodotta dal 2021 dalla casa automobilistica cinese Tank.

## Storia
Presentata il 29 agosto 2021 al salone di Chengdu e messa in vendita a partire dalla fine del 2021, è il secondo modello introdotto dal marchio dopo il Wey Tank 300. Si tratta di un SUV di grandi dimensioni, con abitacolo che può ospitare sette passeggeri disposti su tre file, realizzato su di un telaio monoscocca abbinato ad un sistema a trazione integrale con differenziali anteriori e posteriori bloccabili.
Il 29 novembre 2021 ha esordito al Thailand International Motor Expo 2021 una variante con motore ibrido.

## Motorizzazioni
Al lancio la vettura è disponibile con un motore a benzina V6 turbocompresso da tre litri che eroga 349 CV (257 kW; 349 PS), abbinato ad un sistema con tecnologia mild hybrid e a un cambio automatico a 9 marce.
Nell'agosto 2022 ha debuttato una versione ibrida plug-in, costituita da un motore a benzina da due litri e un motore elettrico, dalla potenza totale di 300 kW (408 CV).